# Йосеф Арієль
Йосеф Арієль (уроджений Йосиф Аронович Фішер; 8 (20) квітня 1893, Одеса — 20 грудня 1964, Єрусалим, Ізраїль) — ізраїльський історик і дипломат, у ранні роки російський та український активіст сіоністського руху, член Української Центральної Ради. Пізніше посол Ізраїлю в Бельгії, кавалер Ордена Почесного легіону.

## Біографія
Батьки — власники меблевого магазину в Одесі. Навчався у гімназії Іліаді. 1918 року закінчив історичний факультет Новоросійського університету в Одесі.
З 1910 р. — активіст сіоністського руху. Член партії Цеірей Ціон та молодіжної організації Хе-Хавер.
1913 року затримувався поліцією, але потрапив під амністію у звʼязку із 300-річчям династії Романових. 1915 р. — другий арешт і висилка у Сибір.
У лютому 1917 р. організовує мітинг євреїв у Томську. У серпні 1917 р. — член Української Центральної Ради з правом дорадчого голосу від сіоністів. Протягом 1918—1919 років викладав в Одеському комерційному училищі, працював в Одеській міській думі.
З 1919 р. — член ЦК Цеірей Ціон.
1921 року вчергове заарештовують, цього разу — більшовики.
1924 р. домігся права виїзду за кордон. Жив у Берліні, Палестині, Бессарабії, Литві, Відні, Франції. Працював у Єврейському національному фонді.
Під час Другої світової війни залишався у неокупованій частині Франції, у Ліоні. 1950 р. переїхав до Ізраїлю.
Автор великої кількості публіцистичних праць. Протягом 1928—1962 рр. був редактором журналу та видавництва «La terre retrouvée».
Працював у Міністерстві закордонних справ Ізраїлю, протягом 1952—1957 рр. — посол Ізраїлю в Бельгії, а з 1960 р. — у Яд-Вашем.
Похований на кладовищі Санхедрія.

## Твори
- Correspondance Diplomatique sur la Palestine (Дипломатическая корреспонденция о Палестине, 1927)
- Un Peuple Renait («Пробудження»)
- Le sionosme Armenien (Вірменський сіонізм, 1930)
- Joseph Fisher. Un peuple renait: La Palestine juive d'aujourd'hui. — Paris: Éditions dela Terre retrouvée, 1939.